# Mileva Zakrajšek
Mileva Zakrajšek, slovenska gledališka igralka, * 6. avgust 1885, Postojna, † 4. maj 1971, Maribor.

## Življenje in delo
Šolala se je v Trstu, med drugim 1905/1906 na učiteljišču. Mladost je preživela v Novem mestu, nastopala je v čitalniškem gledališču in igrala v orkestru. Ljubiteljskemu ustvarjanju se je posvečala tudi v Škofji Loki, po preselitvi v Maribor 1919 pa je bila dejavna v orkestru GM. Leta 1926 je tu prvič nastopila v Narodnem gledališču in si z zelo uspešno odigrano vlogo Elizabete v tragediji Friedricha Schillerja Marija Stuart pri skoraj 41 letih pridobila redni angažma. Do začetka tridesetih let se je razvila v vodilno igralko tega gledališča in ostala njegova članica do 1959. 
Bila je igralsko zelo nadarjena, njena vedrina, hudomušnost in iskrivost so se družile s kultiviranostjo. Oblikovala je ljudske, meščanske in plemiške like. Do 2. svetovne vojne je dobivala predvsem komične vloge, nastopala pa je tudi v operetah. Bila je med drugim Županja v Cankarjevem Pohujšanju v dolini šentflorjanski, Vdova Rošlinka v istoimenski igri Cvetka Golarja in Glavarjeva žena v Gogoljevem Revizorju. Pravi razcvet je doživela po 2. svetovni vojni, ko je postala žlahtna interpretka materinskih likov. Bila je Gospa Alvingova v Ibsenovih Strahovih, Bella Charles v drami Arnauda d´Usseauja in Jamesa Gowa Globoko so korenine, Babica Eugenija v drami Alejandra Casone Drevesa umirajo stoje, Veganka v Remčevem Mrtvem kurentu.
Igrala je tudi v filmu, antologijska je vloga matere Angelce v filmu Na svoji zemlji. Dvakrat je dobila Prešernovo nagrado (1948, 1959).